# Chiesa dell'Annunciazione della Beata Maria Vergine
La chiesa dell'Annunciazione della Beata Maria Vergine è la parrocchiale di Ospitale, frazione di Bondeno in provincia di Ferrara. Appartiene al vicariato del Beato Giovanni Tavelli da Tossignano dell'arcidiocesi di Ferrara-Comacchio e risale al XVI secolo.
La parrocchia comprende il santuario della Beata Vergine Lauretana della Pioppa.

## Storia
Attorno all'inizio del XIV secolo a Ospitale, che in quel periodo dipendeva dalla pieve della vicina località di Settepolesini, esisteva un piccolo luogo di culto dedicato a san Giovanni. Probabilmente, secondo quanto riportato negli atti delle visite pastorali del periodo, era un oratorio privato, appartenente alla famiglia Canonici.
Fu solo verso la fine del XVI secolo che il vescovo autorizzò, su pressante richiesta dei fedeli di Ospitale, la costruzione di una nuova chiesa parrocchiale che ebbe dedicazione all'Annunciazione di Maria. Il precedente oratorio venne demolito e il nuovo luogo di culto fu eretto in brevissimo tempo. In quattro mesi fu completato e consacrato. La sua facciata era probabilmente a capanna e nella sala erano presenti tre altari.
Nel 1798 fu oggetto di restauri e ricostruzione. I due altari laterali furono eliminati e al loro posto vennero costruite due nicchie nelle quali furono poste le statue raffiguranti Sant'Antonio e San Luigi.
Nei primi decenni del XX secolo, dopo anni di abbandono, iniziò un importante ciclo di lavori per restaurare la chiesa. Si cominciò con la nuova pavimentazione e l'impianto elettrico, che in quel momento non era ancora diffuso nel territorio, poi si sistemò la canonica. In seguito fu rifatta la copertura del tetto e fu costruita una nuova facciata. Nella sala furono ricostruiti il presbiterio, la cupola sopra l'altare maggiore e il battistero.
In seguito al terremoto dell'Emilia del 2012, che provocò vari danni compromettendo la stabilità dell'edificio e facendo crollare anche parte della copertura interna, iniziarono lavori di restauro che si conclusero nel 2014, anno nel quale fu riaperto al culto.

## Descrizione

### Esterni
L'abitato di Ospitale si trova ad est rispetto a Bondeno. La chiesa parrocchiale ha un prospetto principale a capanna, intonacato e con parti laterali in cotto a vista. Il portale è architravato e ai suoi lati, in posizione elevata, due fienstre a monofora portano luce alla sala. In alto è posto il frontone triangolare con i bordi in laterizio.

### Interni
La navata interna è unica con due ampie cappelle laterali. La copertura è con volta a botte. Nel presbiterio vi sono due cantorie laterali e l'abside, con finestre, ha base semicircolare.